# آدریانو دوراتی
آدریانو دوراتی منصور دا سیلوا (به پرتغالی: Adriano Duarte Mansur da Silva) مدافع اهل برزیل است که در شهر Ponte Nova و در تاریخ ۲۹ ژانویهٔ ۱۹۸۰ به دنیا آمده‌است. آدریانو دوراتی در تیم‌های فوتبال اتلتیکو مینیرو سابقهٔ حضور دارد.